# The Legend of Kage
The Legend of Kage (影の伝説 Kage no Densetsu?) är ett arkadspel utgivet 1985 av Taito och utgivet till flera hemskonsoler 1986.

## Handling
Den unge Iga-ninjan Kage ("Shadow") skall rädda prinsessan Kiri (Kirihime) från skurkarna Yoshi (Yoshiro Yukikusa) och Yuki (Yukinosuke Kiri). Kage måste slås sig fram genom skogen, genom en hemlig passage, ta sig upp på fästningens murar och genom slottet och rädda prinsessan två gånger (tre i NES-versionen). Varje gång prinsessan räddas, skiftar årstiderna.

### Fotnoter
1. 1 2  ”The Legend of Kage”. NES DB. 27 februari 1986. Arkiverad från originalet den 19 juli 2016. https://web.archive.org/web/20160719010630/http://nesdb.se/game_more.php?id=782&rid=1. Läst 28 juni 2014.